# David Schmoeller
David Schmoeller (Louisville, 8 dicembre 1947) è un regista, sceneggiatore e produttore cinematografico statunitense.
È noto per aver diretto diversi film horror e fra questi, Tourist Trap (1979), The Seduction (1982), Puppet Master - Il burattinaio (1989), Catacombs - La prigione del diavolo (1988) e Crawlspace (1986) con Klaus Kinski.

## Biografia
Schmoeller nacque in Kentucky ma crebbe e studiò in Texas. Conseguì un Master in Radio-Televisione-Cinema all'Università del Texas ad Austin. Parlando un ottimo spagnolo, fece da interprete per l'ABC Sports durante l'Olimpiade di Città del Messico del 1968.
Collaborò per sei mesi con il regista e sceneggiatore Peter Hyams per la realizzazione del film Capricorn One, prima di scrivere e dirigere il suo primo lavoro Tourist Trap (1979).
Tourist Trap era basato sulla sua tesi di laurea all'Università del Texas, dal titolo The Spider Will Kill You. Girato in ventiquattro giorni, con musiche di Pino Donaggio e con protagonisti Chuck Connors e Tanya Roberts, conteneva effetti sonori tratti da The Time Machine (1960) e Via col vento (1939).
Schmoeller scrisse anche le sceneggiature per Tourist Trap (1979), The Seduction (1982), Crawlspace (1986) e Catacombs - La prigione del diavolo (1988).
Nel 1982 diresse The Seduction (1982), un thriller con Morgan Fairchild e Andrew Stevens.
Diresse il film horror Puppet Master - Il burattinaio nel 1989 del quale scrisse anche la sceneggiatura. La maggior parte dei personaggi creati per il film Puppet Master - Il burattinaio apparvero poi in diversi sequel del film.
Nel 1991 Schmoeller diresse The Arrival con John Saxon. The Arrival è una fiction horror che narra la storia di un vecchio provenience da altri mondi su un grosso meteorite. Presto il vecchio comincia a diventare sempre più giovane perdendo anni a ritroso. Nello stesso tempo sviluppa una sete crescente di sangue.
Nei primi anni 1990 diresse diversi episodi di serie televisive come Silk Stalkings e Renegade, ed un film per la TV dal titolo Search for the Jewel of Polaris: Mysterious Museum nel 1999.
In tempi recenti Schmoeller ha anche prodotto molti dei suoi film compreso Thor at the Bus Stop (2009) e i cortometraggii Please Kill Mr. Kinski (1999) e Spanking Lessons (2007).
Il suo ultimo lavoro, un corto video dal titolo The Rules of House-Sitting, venne completato nel 2010.
Egli attualmente insegna alla University of Nevada a Las Vegas.

## Filmografia (come regista)

### Film
- The Spider Will Kill You (1976)
- Horror Puppet (1979)
- The Seduction (1982)
- Striscia ragazza striscia (Crawlspace) (1986)
- Catacombs - La prigione del diavolo (1988)
- Puppet Master - Il burattinaio (1989)
- The Arrival (1991)
- Netherworld (1992)
- The Secret Kingdom (1998)
- Please Kill Mr. Kinski (1999)
- Wedding Day (2008)
- Little Monsters (2012)

### Televisione
- Due poliziotti a Palm Beach (Silk Stalkings) - serie TV (1992–1993)
- Renegade - serie TV (1992)